# Dualchi

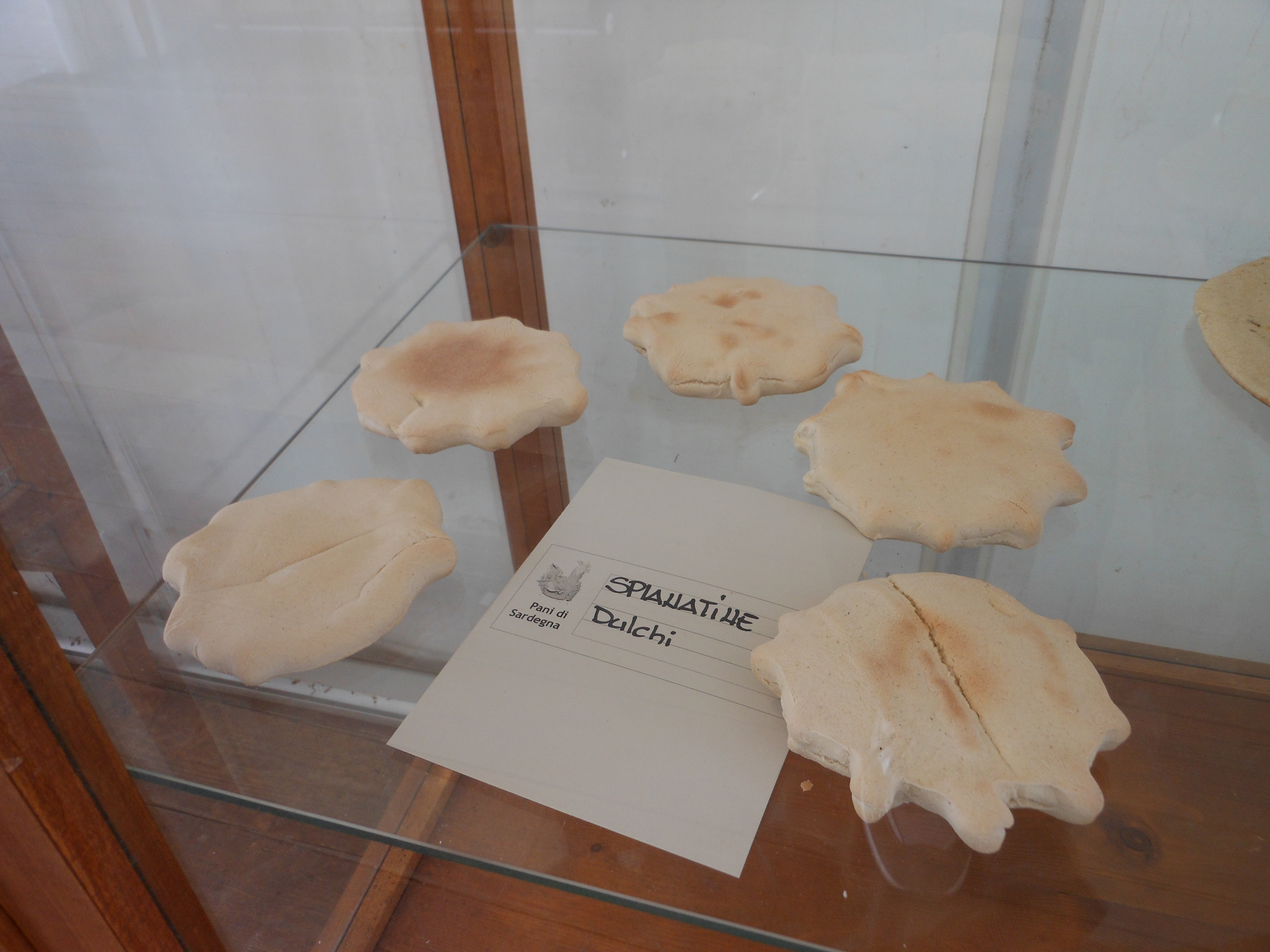
DUALCHI

Dualchi é uma comuna italiana da região da Sardenha, província de Nuoro, com cerca de 764 habitantes. Estende-se por uma área de 23 km², tendo uma densidade populacional de 33 hab/km². Faz fronteira com Aidomaggiore (OR), Birori, Borore, Bortigali, Noragugume, Sedilo (OR), Silanus.

## Demografia
| Variação demográfica do município entre 1861 e 2011                               |
|                                                                                   |
| Fonte: Istituto Nazionale di Statistica (ISTAT) - Elaboração gráfica da Wikipedia |